# Velika Bršljanica
Velika Bršljanica falu Horvátországban Belovár-Bilogora megyében. Közigazgatásilag Gerzencéhez tartozik.

## Fekvése
Belovártól légvonalban 35, közúton 53 km-re délre, községközpontjától légvonalban 7, közúton 12 km-re nyugatra, a Monoszlói-hegység keleti lejtőin, a 45-ös számú főútól északra, Mala Bršljanica és Kapelica között, a Bršljanica-patak partján fekszik.

## Története
A térséget a 16. század közepén szállta meg a török. A lakosság legnagyobb része az ország biztonságosabb részeire menekült, másokat rabságba hurcoltak. Ezután ez a vidék mintegy száz évre lakatlanná vált. A török uralom után a területre a 17. századtól folyamatosan telepítették be a keresztény lakosságot. 1774-ben az első katonai felmérés térképén a falu „Dorf Berzlijanicza” néven szerepel. A Horvát határőrvidék részeként a Kőrösi ezredhez tartozott. Lipszky János 1808-ban Budán kiadott repertóriumában „Bersslyanicza” néven találjuk.  
Nagy Lajos 1829-ben kiadott művében ugyancsak „Berslyanicza” néven 190 házzal, 4 katolikus és 998 ortodox vallású lakossal találjuk.
A katonai közigazgatás megszüntetése után Magyar Királyságon belül Horvátország része, Belovár-Kőrös vármegye Garesnicai járásának része lett. A településnek 1857-ben 515, 1910-ben 731 lakosa volt. Az 1910-es népszámlálás szerint lakosságának 45%-a szerb, 20%-a magyar, 18%-a német, 5%-a horvát, 4%-a cseh anyanyelvű volt. 1918-ban az új szerb-horvát-szlovén állam, majd később Jugoszlávia része lett. 1941 és 1945 között a németbarát Független Horvát Államhoz, majd a háború után a szocialista Jugoszláviához tartozott. A háború után a fiatalok elvándorlása miatt lakossága folyamatosan csökkent. 1991-től a független Horvátország része. 1991-ben lakosságának 74%-a szerb, 8%-a horvát nemzetiségű volt. 2011-ben a településnek 228 lakosa volt.

## Lakossága
| Lakosság változása | Lakosság változása | Lakosság változása | Lakosság változása | Lakosság változása | Lakosság változása | Lakosság változása | Lakosság változása | Lakosság változása | Lakosság változása | Lakosság változása | Lakosság változása | Lakosság változása | Lakosság változása | Lakosság változása | Lakosság változása |
| ------------------ | ------------------ | ------------------ | ------------------ | ------------------ | ------------------ | ------------------ | ------------------ | ------------------ | ------------------ | ------------------ | ------------------ | ------------------ | ------------------ | ------------------ | ------------------ |
| 1857               | 1869               | 1880               | 1890               | 1900               | 1910               | 1921               | 1931               | 1948               | 1953               | 1961               | 1971               | 1981               | 1991               | 2001               | 2011               |
| 515                | 433                | 444                | 464                | 607                | 731                | 637                | 647                | 523                | 512                | 448                | 361                | 297                | 278                | 250                | 228                |

## Nevezetességei
- Szent Miklós püspök tiszteletére szentelt pravoszláv parochiális temploma[6] tipikusan a tizenkilencedik század (1845) szakrális építészetéhez tartozik, a bršljanaci kolostor fennmaradt, kivételes értékű berendezésével. Egyhajós épület, a hajónál valamivel keskenyebb félköríves szentéllyel és a nyugati homlokzat feletti harangtoronnyal. A templomhajó csehsüvegboltozatos, míg tőle a szentélyt ikonosztáz választja el, és félkupola borítja.